# باشگاه فوتبال ساتون اتلتیک
باشگاه فوتبال ساتون اتلتیک (به انگلیسی: Sutton Athletic Football Club) یک باشگاه فوتبال در شهر ساتون، لندن، کشور انگلستان است که در سال ۱۸۹۸ میلادی تأسیس شده‌است.